# 1028 ليدينا
1028 Lydina هو كويكب، يقع ضمن حزام الكويكبات. اكتشف في 6 نوفمبر 1923.

## روابط خارجية
- 1028 ليدينا في قاعدة بيانات مختبر الدفع النفاث لأجرام النظام الشمسي الصغيرة

- الاكتشاف · مخطط المدار ·  العناصر المدارية · المعلمات المادية

- 1028 ليدينا على موقع ويكي سكاي: DSS2, SDSS, GALEX, IRAS, Hydrogen α, X-Ray, Astrophoto, Sky Map, Articles and images